# Christopher Paul Neil
Christopher Paul Neil (New Westminster, Colúmbia Britânica, 6 de fevereiro de 1975) é um ex-professor de inglês e capelão canadense (no Brasil)/canadiano (em Portugal), acusado de abuso sexual contra crianças asiáticas.
Antes da prisão, era suspeito pela Interpol não-identificado por abuso sexual de 12 meninos do Vietnã e Camboja. Foi preso pela polícia tailandesa em 19 de outubro em 2007, até então era o pedófilo mais procurado no mundo.

## Informações
Neil trabalhava como professor de inglês na Coreia do Sul. Foi capelão de 1998 a 2000 num centro de treino de verão de cadetes na província de Nova Escócia. Paul Neil esteve integrado num seminário cristão, na Escola de Saint Patrick em Maple Ridge, onde estudou para ser padre.
Em 2000, conseguiu um certificado de ensino na província da Colúmbia Britânica. De acordo com o jornal canadense The Globe and Mail, ele trabalhou como professor substituto em uma escola particular da Arquidiocese de Vancouver. Ainda em 2000, realizou viagens para a Ásia, onde começou abusar sexualmente os menores, tanto na Internet como em atos sexuais diretos corporais.

## Início dos relatos
Durante seus estudos e profissões exercidas no Canadá não há registos de abusos sexuais contra menores de idade. Segundo oficiais das forças armadas do Canadá, onde Paul Neil dava aconselhamento espiritual a crianças entre os 12 e os 18 anos, ensinando-lhes também questões morais, nunca houve nenhum relato comunicado de abuso. A diretora da escola Escola de Saint Patrick também confirma que não há registros de abuso durante seus estudos para seminarista. Os primeiros relatos surgiram através de fotos publicadas a partir do ano 2000 quando ele já residia na Ásia.

## Acusação
O motivo era acusação de abuso sexual contra os meninos asiáticos de Vietnã e Tailândia.
Por causa disso, tornou-se o abusador sexual de menores mais procurado do mundo.
Fotos (não divulgadas pela imprensa) circularam pela internet com ele abusando dos meninos. São atribuídas-lhe, de acordo com a imprensa, mais de 200 fotos publicadas de abuso de menores.

## Operação Vico
No dia 7 de outubro de 2007, a Interpol (Polícia Internacional), anunciou a Operação Vico: divulgou fotos distorcidas e reajustadas pelo computador pela entidade, para que algum país do mundo o identificasse para levá-lo a prisão.
O suspeito era procurado desde 2004 pela Interpol, mas não conseguia identificá-lo.

## Localização
Foi fotografado na chegada ao aeroporto de Bangcoc. A partir das informações recebidas desde a publicação das fotos do suspeito no sítio da Interpol, que chegaram a 300, foram realizadas buscas em regiões frequentadas por travestis em Pattaya. Elas disseram tê-lo visto com uma transexual de 25 anos chamada Ohm.
No dia 19 de outubro de 2007, ele foi preso na região da Província de Nakhon Ratchasima, a 250 quilômetros ao nordeste de Bangcoc, capital da Tailândia. Ele foi apresentado pela polícia à imprensa com pouca calvície, barba e usando óculos. Uma travesti, de 25 anos, na província de Chaiyaphum, cuja identidade não foi revelada, colaborou com as investigações indicando a residência do acusado. A localização do acusado partiu de uma captação de de uma ligação telefônica entre Neil e a travesti, que já haviam alugado uma casa em outra província na Tailândia. Intimado pelas investigações, a travesti tailandesa revelou o endereço de residência do acusado.
Christopher Neil teve pedidos de prisão em vários países em que passou e pode ser condenado a 20 anos de prisão na Tailândia.

## Família de Christopher Neil
A família de Christopher Neil soube do caso na Columbia Britânica, onde vivem, quando foram contactadas pelas autoridades canadenses. O irmão mais novo do suspeito, Matthew Neil, 30 anos, disse que a mãe está perplexa e que a família está em choque. A família do suspeito contribui com as investigações.
Um dia depois da sua prisão, Christopher Neil pediu a ajuda dos familiares para que ajudassem na deportação.

## Reversão do efeito swirl

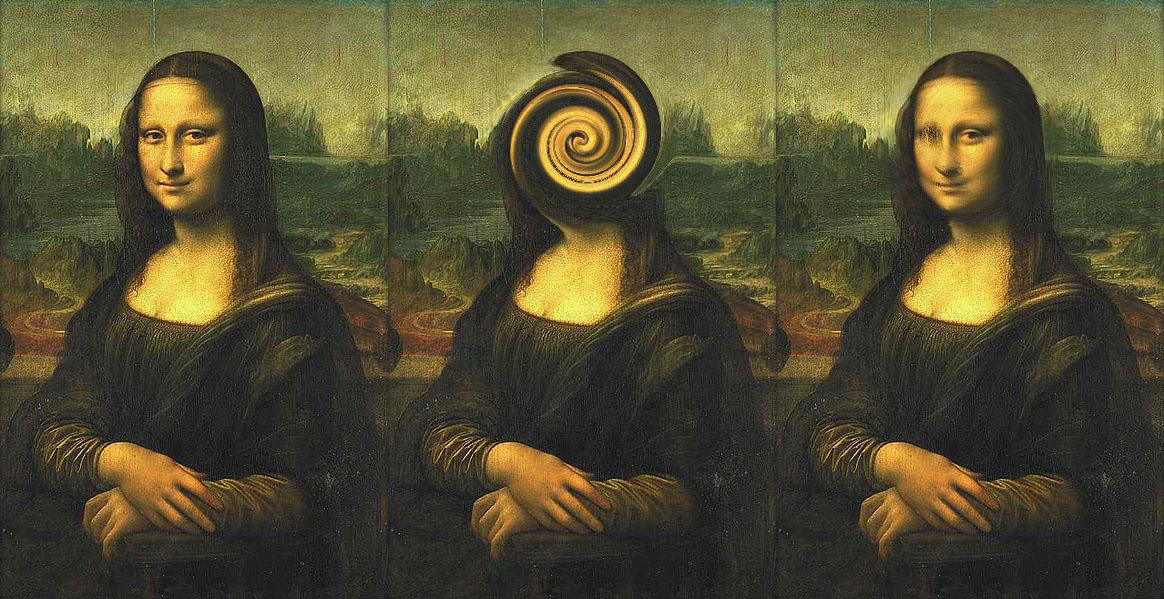
Imagem demonstrando como a reversão do efeito "swirl" usado no quadro Mona Lisa. Usando um programa de manipulação de imagem pode eficientemente reverter o efeito inicial.

O efeito "swirl" usado por Neil para distorcer sua face nas fotos é em teoria uma operação sem perda de dados: ou seja, as informações da imagem original não é perdida e pode ser perfeitamente recuperada na versão alterada. Na prática, ambas limitações de resolução e a profundidade da cor na imagem digital causa na operação uma pequena perda, mas é recuperável aplicando a mesma operação com uma rotação direcional oposta e a mesma intensidade.